# Квартет по ближневосточному урегулированию
Квартет по ближневосточному урегулированию («Ближневосточный квартет») — объединение Евросоюза, России, США и ООН для консолидации усилий по мирному урегулированию Арабо-израильского конфликта. Группа была создана в 2002 году в Мадриде, премьер-министром Испании Хосе Мария Аснаром, из-за эскалации конфликта на Ближнем Востоке. 27 мая 2015 года Тони Блэр ушел в отставку с поста специального уполномоченного от «Квартета».

## Состав квартета
- Европейский союз представляет посол Германии в Сирии Андреас Райнике
- Россию представляет Министр иностранных дел Сергей Лавров
- США представляет Государственный секретарь Майк Помпео
- ООН представляет Генеральный секретарь Антониу Гутерреш